# Antonio Del Donno
Antonio Del Donno (Benevento, 27 novembre 1927 – Benevento, 19 novembre 2020) è stato un pittore e scultore italiano.

## Biografia
Frequenta l'istituto tecnico per geometri negli anni che vanno dal 1945 al 1950, manifestando da subito interesse per il disegno tecnico architettonico e l'estetica della geometria. Si trasferisce poi a Napoli, dove frequenta il Liceo Artistico e l'Accademia delle Belle Arti, ottenendo in seguito la cattedra di Educazione Artistica presso la Scuola Media Vitelli di Benevento. Nel decennio fra il 1960 e il 1970, insieme all'amico Domenico Paladino, frequenta quotidianamente la galleria di Lucio Amelio a Napoli, presenziando assiduamente ai maggiori eventi artistici di quegli anni in Italia e all’estero. Determinante è stata per lui la scoperta, alla Biennale di Venezia del 1964, delle opere e dello stile di Robert Rauschenberg, artista che adoperava nei suoi dipinti il riporto fotografico, gli oggetti, e collegava il tutto con una pennellata violenta assimilata, a sua volta, da de Kooning, da Pollock e da altri pittori gestuali di quel tempo.

## Attività
La sua prima mostra personale si tiene nel 1962, presso la Pinacoteca Provinciale di Benevento.
Rauschenberg, Tapies, Vedova, Schifano, Andy Warhol diventano i maestri di Antonio Del Donno, il quale sviluppa un linguaggio pittorico chiaramente influenzato da questi grandi artisti, scevro da qualsiasi accademismo e retorica. Come un artigiano manipola il ferro e il legno per realizzare le proprie opere: nascono così nel 1972 i "Vangeli", tavole di legno recuperate, incollate e con cerniere in ferro, che riportano sopra di esse con caratteri stampati a fuoco versetti del Vangelo di forte simbologia ammonitrice.
La sua filosofia ben si percepisce osservando l’intero corpus delle opere: i Contenitori di luce, le Tagliole, i Vangeli e i lavori più recenti, che richiamando ironicamente il mondo della pubblicità criticano il consumismo e la superficialità che spesso ci circonda. Unisce pittura gestuale con oggetti, ricercando sempre un approfondimento simbolico delle immagini.
In occasione del suo novantesimo compleanno, nel novembre 2017, Benevento e S. Croce del Sannio hanno dedicato ad Antonio Del Donno tre giorni di mostre, convegni ed incontri.
Il 5 maggio 2018 RAI3 ed. nazionale ha trasmesso uno speciale durante la trasmissione Mezzogiorno Italia, nel corso del quale è stato definito tra i 100 artisti più importanti al mondo.
Le sue opere sono esposte in musei e luoghi pubblici in vari stati e città e su di lui hanno scritto, tra gli altri, Achille Bonito Oliva, Mirella Bentivoglio, Filiberto Menna, Enrico Crispolti, Giuseppe Galasso.
Nel 2021 presso il dipartimento di Archeologia e Storia Dell'Arte dell'Università Federico II di Napoli è stata discussa una tesi sull'artista dal titolo "Antonio Del Donno artista internazionale". Nel 2023 questo studio è diventato un libro dal titolo " Senza Limiti - Vita e opera di Antonio Del Donno" di Simona Lombardi edito da El Kozeh edizioni, la prima opera compiuta che racconta la vita attraverso episodi inediti e l'evoluzione artistica. Il libro è corredato di appendici che riguardano le mostre personali, collettive e la presenza dell'artista nelle collezioni pubbliche e private del mondo.

## Musei
ITALIA
- Santa Croce del Sannio (Benevento) - Museo Antonio Del Donno[4]
- Anagni (Frosinone) - Museo di scultura Antonio Del Donno (MACA)
- Prato - Museo L. Pecci
- Pieve di Cento (Bologna) - Museo Bargellini
- Torino - Galleria Civica d'Arte Moderna
- Palermo  - Civica Galleria d'Arte Moderna

ESTERO
- Città del Vaticano - Museo Vaticano, Sala Contemporanea;
- Atene - National Gallery;
- Grenoble - Musée de Grenoble;
- Los Angeles - Los Angeles County Museum of Art;
- New York – The Solow Art and Architecture Foundation;
- Rio de Janeiro - Museu de Arte Moderna;
- Tokyo - Hara Museum of Contemporary Art